# HD 23383
HD 23383，又名BD+55 824，SAO 24215、HR 1147，是一颗恒星，视星等为6.1，位于銀經145.85，銀緯1.1，其B1900.0坐标为赤經3h 39m 41.8s，赤緯+55° 1.1′ 39″。